# Єнакієвець
«Єнакієвець» — колишній український футзальний клуб з Єнакієвого. Створений 22 грудня 2000 року. Кольори клубу: біло-червоні.

## Історія
«Єнакієвець» був створений 22 грудня 2000 року групою любителів фузалу, в яку входили: генеральний директор ДП «Орджонікідзевугілля» А. А. Подорванов, керуюча відділенням «Промінвестбанку» в місті Єнакієве З. Ю. Філенкова, комерційний директор АТП 11408 Е. А. Русін, директор АТЗТ «Донуглєресурси» А. С. Новіков, директор ПП «Корнер» А. В. Абакшин. Президентом клубу обраний А. С. Новіков, а тренерами призначені Ю. Н. Клоков і Ю. В. Бабічев.
Сходження до вищої ліги МФК «Єнакієвець» розпочав у сезоні 2000—2001 р.р. Тоді він зробив золотий дубль, вигравши чемпіонат і кубок області.
У квітні 2002 року в місті Енергодар проводився підсумковий турнір Східної зони другої ліги Чемпіонату України, де «Єнакієвець» переконливо завоював перше місце, перегравши суперників із Запоріжжя, Дніпропетровська, Макіївки, Донецька, Кременчука та Енергодара. На фінальному турнірі другої ліги, де зустрічалися переможці зон, команда з Єнакієвого також посіла перше місце, випередивши футзалістів з Києва, Одеси, Запоріжжя, Донецька, Житомира, Вільногірська.
Використовуючи «вакантне» місце у вищій лізі, закріплене за ФК «Укртелеком», заручившись підтримкою міської влади і обласної федерації міні-футболу, «Єнакієвець» був допущений до участі в Чемпіонаті України з міні-футболу серед команд вищої ліги.
У сезоні 2002—2003 р.р. єнакіївська команда посіла 4-е місце в Чемпіонаті України, а наступні два сезони «Єнакієвець» завойовував бронзові медалі чемпіонату.
У жовтні 2004 року п'ять гравців «Єнакієвця» (Власенко, Клепіков, Зам'ятін, Кузьмін, Краєвський) стали чемпіонами світу серед студентів.
У квітні 2007 року єнакієвський клуб завоював найважливіший трофей у своїй історії. «Єнакієвець» тренував Олександр Москалюк і під його керівництвом команда переграла у фіналі Кубка України ТВД зі Львова. А через 5 місяців вже під керівництвом нового головного тренера — Сергія Дрьомова, «Єнакієвець» став володарем Суперкубка України. У грі за цей трофей єнакіївські футболісти з рахунком 2:5 переграли чемпіона країни львівську «Енергію». У чемпіонаті ж команда посіла 4-те місце.
Наступного року клуб знову став бронзовим призером Чемпіонату України. І знову пробився до фіналу Кубка України, але цього разу львівський ТВД, який знову стало суперником «Єнакієвця», виявився сильнішим.
У сезоні 2008/2009 футзалісти з Донеччини вчетверте у історії здобули бронзові нагороди чемпіонату.
Наступний сезон став доволі неоднозначним у історії команди. Клуб у чемпіонаті посів лише шосте місце і то, цю сходинку клуб скоріше виборов у кабінетах, адже лише завдяки юридичному втручанню «Єнакієвцю» вдалось відновити справедливість і потрапити у другий етап чемпіонату. А у Кубку країни футзалісти «Єнакієвця» знову потрапили у фінал, де з мінімальним рахунком 0:1 зазнали поразки від ще одного львівського клубу «Тайм».
У сезоні 2010/2011 «Єнакієвець» у регулярному чемпіонаті посів четверте місце. У плей-оф «Єнакієвець» пройшов «Ураган», але у півфіналі після двох перемог тричі поспіль програв «Урагану» і далі вийшов клуб із Прикарпаття. У двобої за третю сходинку «Єнакієвець» поступився харківському «Локомотиву».
У середині сезону 2011/2012 клуб підписує контракт із заслуженим тренером України Олегом Солодовником. У першому чемпіонаті з «Єнакієвцем» відомий фахівець медалей не взяв — команда зайняла четверте місце. Усі свої домашні ігри в цьому сезоні єнакієвці проводили не в своєму рідному ПС «Шахтар», а в Донецьку.
Історія виступів:
2003 — 4 місце
2004 — 3 місце
2005 — 3 місце (15 команд)
2006 — 5 місце (17 команд)
2007 — 4 місце (14 команд)
2008 — 3 місце (15 команд)
2009 — 3 місце (15 команд)
2010 — 6 місце (12 команд)
2011 — 4 місце (11 команд)
2012 — 4 місце (7 команд)
2013 — 7 місце (7 команд)
2014 — 4 місце (7 команд)
Участь у міжнародних турнірах:
2003 рік — Кубок «Визволення Харкова» — 2-е місце;
2004 рік — Кубок «Визволення Харкова» — 3-е місце;
2004 рік — Кубок «Губернатора Московської області» — 4-е місце;
2005 рік — Кубок «Визволення Харкова» — 1-е місце;
2006 рік — Кубок «Великого Дніпра» — 1-е місце.

## Титули та досягнення
- Бронзовий призер чемпіонату України (4): 2003/04, 2004/05, 2007/08, 2008/09 рр.
- Володар Кубка України: 2006/07
- Фіналіст Кубка України (2): 2007/08, 2009/10
- Володар Суперкубка України з футзалу 2007
- Переможець чемпіонату України у другій лізі: 2001/02
- Чемпіон і володар Кубку Донецької області: 2001/02[1]
- Переможець міжнародного турніру «Кубок Визволення» 2005[2]
- Переможець турніру «Кубок Великого Дніпра» 2006
- Переможець турніру «Кубок Донбасу» 2013[3]

## Склад
На 24 вересня 2013 року
| №  | Гравець              | Позиція  | Національність |
| 10 | Андрій Мельник       | Воротар  | Україна        |
| 12 | Олексій Сагайдаченко | Воротар  | Україна        |
| 17 | Пауло Вітор          | Воротар  | Бразилія       |
| 5  | Віталій Скорий       | Польовий | Україна        |
| 7  | Богдан Свірідов      | Польовий | Україна        |
| 8  | В'ячеслав Чуднов     | Польовий | Україна        |
| 9  | Станіслав Філатов    | Польовий | Україна        |
| 11 | Ромаріо              | Польовий | Бразилія       |
| 14 | Валерій Замятін      | Польовий | Україна        |
| 18 | Олександр Хурсов     | Польовий | Україна        |
| 20 | Віталій Нестерук     | Польовий | Україна        |
| 22 | Анатолій Доманський  | Польовий | Україна        |
| 77 | Вассура              | Польовий | Бразилія       |
| 86 | Тіаго                | Польовий | Бразилія       |
| 90 | Артем Рось           | Польовий | Україна        |
| 99 | Кайо Жуніор          | Польовий | Бразилія       |

## Рекордсмени клубу

### Гравці з найбільшою кількістю голів
| #  | Ім'я             | Період    | Чемпіонат | Кубок | Суперкубок | Всього |
| -- | ---------------- | --------- | --------- | ----- | ---------- | ------ |
| 1  | Валерій Замятін  | 2004-2014 | 133       | 24    | 0          | 157    |
| 2  | Олександр Хурсов | 2005-2014 | 133       | 19    | 2          | 154    |
| 3  | Віталій Нестерук | 2005-2014 | 126       | 15    | 0          | 141    |
| 4  | Сергій Дрьомов   | 2002-2007 | 66        | 16    | 1          | 83     |
| 5  | Михайло Бєляєв   | 2002-2007 | 60        | 11    | 0          | 71     |
| 6  | Ігор Краєвський  | 2003-2010 | 56        | 7     | 0          | 63     |
| 7  | Андрій Кравченко | 2003-2008 | 50        | 10    | 0          | 60     |
| 8  | Дмитро Кузьмін   | 2002-2009 | 44        | 12    | 0          | 56     |
| 9  | В'ячеслав Чуднов | 2008-2014 | 39        | 3     | 0          | 42     |
| 10 | Максим Крупін    | 2006-2010 | 34        | 5     | 2          | 41     |

Примітка: враховані голи у чемпіонаті лише у Вищій (Екстра) лізі, не враховані голи в анульованих матчах.

## Усі легіонери в історії клубу
| - Олексій Богатих - Пауло Вітор - Бруно Мело - Бетіньо - Вассура | - Ромаріо - Тіагу - Кайо Жуніор - Іво Юкіч |